# 木村真野・紗野
木村 真野・紗野（きむら まや・さや）は、木村 真野（きむら まや、1986年12月5日 - ）と木村 紗野（きむら さや、1986年12月5日 - ）の日本の双子姉妹のプロアーティスティックスイミング選手、タレントである。愛称は「マヤサヤ」。
ともに愛知県名古屋市出身、中京大学体育学部体育学科卒業。元日本代表。吉本興業所属。

## 略歴
4歳のときにシンクロと出会う。1992年バルセロナオリンピックの金メダリストであるカレン・ジョセフソン、サラ・ジョセフソン姉妹や、同大会で銅メダル2個を獲得した奥野史子の活躍を見て「自分たちも人魚のようになりたい」と憧れを抱き、練習に打ち込むようになった。
中学1年からジュニアオリンピックカップのデュエットで3連覇を果たした。2004年にJOCオリンピック強化指定選手となると、双子ペアならではの高い同調性を武器に活躍。日本選手権では2006年は2位、2007年は3位、2008年は北京オリンピック代表の鈴木絵美子・原田早穂組に次ぐ2位に入賞した。2008年10月、初めて日本代表入りを果たし、同年12月にスペイン・マドリードで開催されたワールドトロフィーに出場して3位入賞し銅メダルを獲得。2009年、イタリア・ローマで開催された世界水泳の代表にともに選出され出場すると、同大会終了後の2010年に現役から引退した。
現役引退後はともに後進の指導にあたる一方で、プロのアーティスティックスイミング選手としてエキジビション等に出演、チーム「マーメイドツインズ」を結成して国際的な競技大会に出場し2012年のFINAマスターズ世界選手権および2013年のパンアメリカンマスターズ選手権ではデュエットで金メダルを獲得するなど活躍を続けている。また、2010年よりホリプロスポーツ文化部へ所属して並行してタレント活動を開始、2013年にはよしもとクリエイティブ・エージェンシー（現：吉本興業）へ移籍して、テレビ出演等を通じてアーティスティックスイミングの普及に努めている。

## 人物

### 共通事項
- 愛知県名古屋市出身。中京大学体育学部卒業[1]。
- 所属事務所はホリプロ→よしもとクリエイティブ・エージェンシー（選手時代の所属はザ・クラブピア88）。

### 木村真野
- 双子の姉である。身長は159cm。血液型はA型。

### 木村紗野
- 双子の妹である。身長は158cm。血液型はA型。

## エピソード
- フィギュアスケート選手の安藤美姫、浅田真央と交流があり、大学内に設営されているリンクに練習を見学に行くこともある[3]。
- 2014年1月30日放送の『いきなり!黄金伝説。 体を張って真冬の海でお金を稼げ! 海女さんと一緒に獲った魚介の売上げ対決! 一流女子アスリート軍団vs超人男性芸人 3時間スペシャル』に出演。内容は、女子アスリートチームと男性芸人チームに分かれ、素潜りの海女漁で対決するというもの。木村姉妹は、女子アスリートチームの助っ人として登場し、他の出演者がウェットスーツで海に潜る中、木村姉妹は黒のハイレグの競泳水着にピンクのスイムキャップ姿で海女漁に挑戦。スイムマスクと黒の手袋を装着して冬場の寒い中で冷たい海に潜り、魚や貝を獲るだけでなく、海中で華麗なシンクロ技を披露した。

## テレビ出演
特に記述のないものは、姉妹で出演している。
- ジャンクSPORTS（2009年9月6日、フジテレビ）
- スクール革命!（2010年3月7日、日本テレビ）
- easy sports（2010年3月29日-3月31日、テレビ朝日）
- イチハチ（2010年5月19日・12月1日、毎日放送）
- Oh!どや顔サミット（2011年5月20日、朝日放送）
- いきなり!黄金伝説。（2014年1月30日、テレビ朝日）
- ゴン中山&ザキヤマのキリトルTV（2014年11月30日、テレビ朝日）
- ビートたけしのスポーツ大将2015（2015年3月22日、テレビ朝日）
- マツコの知らない世界（2015年9月22日、TBS）
- ネプリーグ（2016年1月18日、フジテレビ）

## 雑誌出演
- 週刊サッカーダイジェスト巻末インタビュー（2010年11月）